# Patrick Kaleta
Patrick Kaleta (* 8. Juni 1986 in Angola, New York) ist ein ehemaliger US-amerikanischer Eishockeyspieler, der seine gesamte Profikarriere zwischen 2006 und 2016 in der Organisation der Buffalo Sabres verbracht hat und für diese insgesamt 360 Spiele in der National Hockey League absolviert hat.

## Karriere
Patrick Kaleta begann seine Karriere an der St. Francis High School in Athol Springs, bevor er während des OHL Priority Selection Draft 2002 von den Peterborough Petes ausgewählt wurde und in den folgenden Jahren für dieses Team spielte. Während des NHL Entry Draft 2004 wurde er von den Buffalo Sabres in der sechsten Runde an insgesamt 176. Stelle ausgewählt. In der Spielzeit 2005/06 erreichte er mit Peterborough das Final-Four-Turnier um den Memorial Cup, wo sein Team allerdings nur den vierten Platz belegte. In vier OHL-Spielzeiten für die Petes erzielte er 147 Scorerpunkte und 460 Strafminuten.
Im Juni 2006 unterschrieb Kaleta seinen ersten Profivertrag bei den Buffalo Sabres und spielte zunächst für deren Farmteam, die Rochester Americans, in der American Hockey League. Am 21. Februar 2007 wurde er das erste Mal in den NHL-Kader der Sabres berufen und bestritt am 22. Februar seine erste NHL-Partie. In diesem Spiel gegen die Ottawa Senators erreichte er seinen ersten Assist und erlebte seinen ersten Kampf auf dem Eis gegen Chris Phillips. Sein erstes NHL-Tor erzielte er am 10. Februar 2008 gegen die Florida Panthers.
Seit dem Beginn der Saison 2008/09 gehört er fest dem NHL-Kader der Sabres an. Kaleta gilt weniger als spielstarker oder treffsicherer Spielertyp, sondern als Agitator, der den Spielfluss des Gegners durch Bodychecks und hartes Spiel stören soll.
In der Saison 2013/14 wurde er erstmals seit langem über den Waiver zu den Rochester Americans in die AHL geschickt. Nach der Spielzeit 2014/15 erhielt Kaleta von den Sabres keinen neuen Vertrag, sodass er bei den Rochester Americans einen reinen AHL-Kontrakt unterzeichnete. Im November 2016 gab er schließlich das Ende seiner aktiven Karriere bekannt.

## Erfolge und Auszeichnungen
- 2006 J.-Ross-Robertson-Cup-Gewinn mit den Peterborough Petes

## Karrierestatistik
(Legende zur Spielerstatistik: Sp oder GP = absolvierte Spiele; T oder G = erzielte Tore; V oder A = erzielte Assists; Pkt oder Pts = erzielte Scorerpunkte; SM oder PIM = erhaltene Strafminuten; +/− = Plus/Minus-Bilanz; PP = erzielte Überzahltore; SH = erzielte Unterzahltore; GW = erzielte Siegtore; 1 Play-downs/Relegation; Kursiv: Statistik nicht vollständig)